# Augustin Hadelich

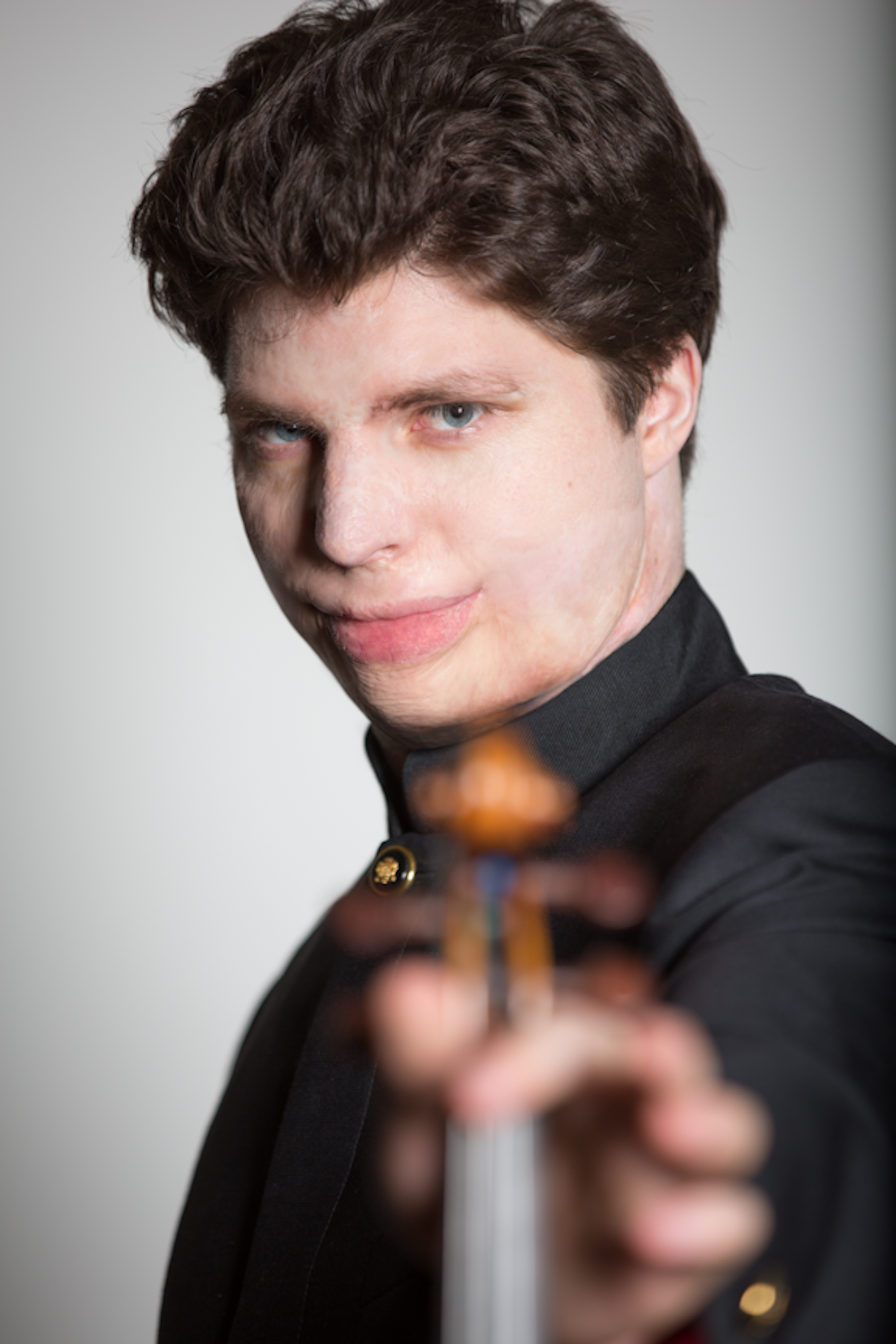
Augustin Hadelich, 2012

Augustin Hadelich (* 4. April 1984 in Cecina, Italien) ist ein deutsch-amerikanischer Violinist.

## Biografie
Augustin Hadelich wurde 1984 als Sohn deutscher Eltern im italienischen Cecina geboren und wuchs in seinem Geburtsland auf. Mit fünf Jahren begann er Geige zu spielen. Nach seinem Vater gehörten zu seinen Geigenlehrern Uto Ughi, Christoph Poppen, Igor Ozim und Norbert Brainin. In seiner Jugend wurde Hadelich bei einem Brand schwer verletzt. Das Violinstudium begann er zunächst am Istituto Mascagni in Livorno und ging dann zur New Yorker Juilliard School, wo er bei Joel Smirnoff studierte.
Hadelich lebt seit 2004 in New York City und hat seit 2014 neben der deutschen auch die amerikanische Staatsbürgerschaft.

## Karriere
Augustin Hadelich konzertiert international als Solist und Kammermusiker.
Als Solist arbeitete er mit allen wichtigen Orchestern Nordamerikas, u. a. mit den Sinfonieorchestern von Boston, Chicago, Dallas, Houston, Minnesota, San Francisco, Saint Louis und Toronto, sowie mit New York Philharmonic, Los Angeles Philharmonic, Philadelphia Orchestra und Cleveland Orchestra.
In Europa, Asien und Australien konzertierte er unter anderem mit Symphonieorchester des Bayerischen Rundfunks, Berliner Philharmoniker, Leipziger Gewandhausorchester, London Philharmonic Orchestra, Concertgebouw-Orchester Amsterdam, Dänisches Radio-Sinfonieorchester, Finnisches Radio Orchester, Spanisches Nationalorchester, Mozarteumorchester Salzburg, Wiener Symphoniker, mit den Rundfunksinfonieorchestern des WDR, HR, NDR und SWR, Sydney Symphony, NHK-Sinfonieorchester (Tokyo), Hong Kong Philharmonic Orchestra und Philharmonisches Orchester Seoul. Von 2019 bis 2023 ist er Associate Artist beim NDR Elbphilharmonie Orchester Hamburg.
Hadelichs Repertoire ist vielfältig. Er spannt den Bogen von dem Standardrepertoire der Violinkonzerte (Beethoven, Brahms, Sibelius, Tschaikowsky und viele mehr) bis zu zeitgenössischer Musik (z. B. die Violinkonzerte von Thomas Adès, Henri Dutilleux und György Ligeti oder Duo-Werke von Brett Dean, David Lang, Stephen Hartke, György Kurtág, Coleridge-Taylor Perkinson, Daniel Bernard Roumain, Tōru Takemitsu und Bernd Alois Zimmermann.)

## Preise und Auszeichnungen
- 1. Preis des Internationalen Violinwettbewerbes von Indianapolis, 2006. Sonderpreise für die besten Interpretationen von romantischem Konzert, klassischem Konzert, Beethoven-Sonate, romantischer/moderner Sonate, Bach-Werk, zeitgenössischem Auftragswerk und für die beste Paganini-Caprice[9]
- Avery Fischer Carrer Grant, New York, 2009
- Fellowship des Borletti-Buitoni Trusts, London, 2011
- Warner Music Prize, 2015
- Grammy Award „Best Classical Instrumental Solo“ für die Aufnahme von Henri Dutilleux’ Violinkonzert mit dem Seattle Symphony Orchestra, 2016
- Ehrendoktorwürde der University of Exeter (Großbritannien), 2017[10]
- „Instrumentalist of the Year“, Musical America, 2018[11]
- „Instrumentalist of the Year“, Opus Klassik, 2021[12]

## Instrument
Augustin Hadelich spielte von 2010 bis 2019 auf der Stradivari Ex-Kiesewetter von 1723, einer Leihgabe von Clement und Karen Arrison durch die Stradivari Society in Chicago.
Seit 2020 wird ihm durch den Tarisio Trust die Guarneri Leduc von 1744, die einst Eigentum Henryk Szeryngs war, zur Verfügung gestellt.

## Diskographie

### Als Kind
- Augustin Hadelich · 12 Jahre · spielt eigene Werke für Geige und Klavier (1996)
- Augustin Hadelich: Portrait eines musikalischen Wunderkindes von 12 Jahren · als Geiger, Pianist und Komponist · spielt Violinsonaten von Beethoven, C. Franck sowie eigene Klavier- und Geigenkompositionen · Die Duowerke begleitet Prof. Rainer Hoffmann (1996)
- Augustin Hadelich spielt eigene Kompositionen für Klavier (Helden und Sagen; Begegnungen; Wanderungen) (1996)
- Jubiläumskonzert 40 Jahre Festival Strings Lucerne «Festival Strings mal zwei», Leitung: Rudolf Baumgartner; mit Andrea Bacchetti, Klavier (1996)
- Augustin Hadelich · 13 Jahre · spielt Werke für Violine solo von Bach, Ysaÿe, Bartók (1997)

### Als Erwachsener
- Haydn: Violinkonzerte (Naxos, 2007) l Kölner Kammerorchester, Ltg. Helmut Müller-Brühl
- Telemann: Zwölf Fantasien für Solovioline (Naxos, 2009)
- Flying Solo (AVIE, 2009) ǀ Werke von Bartók, Paganini, Ysaÿe und Zimmermann
- Echoes of Paris (AVIE, 2011) ǀ Werke von Poulenc, Strawinsky, Debussy und Prokofjew | mit Robert Kulek, Klavier ǀ “Editor’s Choice” Gramophone Magazin
- Histoire du Tango (AVIE, 2013) ǀ Werke von Piazzolla, Falla, Paganini und Sarasate | mit Pablo Villegas, Gitarre
- Sibelius + Adès: Violinkonzerte (AVIE, 2014) ǀ Royal Liverpool Philharmonic Orchestra, Ltg. Hannu Lintu ǀ nominiert für Gramophone Award und in der Auswahl der Top Alben 2014 der New York Times
- Bartók: Violinkonzert Nr. 2 + Mendelssohn, Violinkonzert (AVIE, 2015) | Norwegian Radio Orchestra, Ltg. Miguel Harth-Bedoya
- Dutilleux: Violinkonzert L’arbre des songes | Seattle Symphony, Ltg. Ludovic Morlot | Seattle Symphony Media 2015 | Grammy Award 2016
- Duo-CD mit Werken von Franck, Kurtág, Previn und Schumann (AVIE, 2016) | mit Joyce Yang, Klavier | nominiert für Grammy Award 2018
- Tschaikowski: Violinkonzert + Lalo: Symphonie espagnole (LPO, 2017) | London Philharmonic Orchestra, Ltg. Wassili Petrenko und Omer Meir Wellber
- Lang: Mystery Sonatas für Violine solo, Cantaloupe Music, 2018
- Paganini: 24 Capricen für Violine solo, Warner Classics, 2018
- Brahms + Ligeti: Violinkonzerte | Norwegian Radio Orchestra, Ltg. Miguel Harth-Bedoya (Warner Classics, 2019)
- Bohemian Tales – Violinkonzert von Antonín Dvorák, Werke von Antonín Dvorák, Leoš Janáček, Josef Suk / Symphonieorchester des Bayerischen Rundfunks, Jakub Hrůša (Dirigent), Warner Classics, 2020
- Bach Sonaten und Partiten, Warner Classics, 2021
- Recuerdos – Werke von Pablo de Sarasate, Sergei Sergejewitsch Prokofjew, Benjamin Britten, Francisco Tárrega / WDR Sinfonieorchester, Cristian Măcelaru, Warner Classics, 2022

## Unterricht
2021 wurde Augustin Hadelich in den Lehrkörper der Yale School of Music berufen und gibt neben seiner internationalen Karriere immer wieder Meisterkurse, u. a. in Aspen, an der Manhattan School, am Curtis Institut, der Hochschule für Musik und Theater in München oder an der Kronberg Academy in Deutschland.